# GvSIG
gvSIG és un programa de Sistema d'informació geogràfica (SIG) amb precisió cartogràfica. Permet accedir a informació vectorial i raster així com a servidors de mapes que acomplisquen amb les espeficicacions de OGC, la qual cosa fa de gvSIG una de les principals característiques respecte a altres SIG. De fet, té una important implementació de serveis OGC: WMS (Web Map Service), WFS (Web Feature Service), WCS (Web Coverage Service), i el Servei de Catàleg i el Servei de Nomenclàtor.
És desenvolupat en llenguatge de programació Java, funciona amb els sistemes operatius Microsoft Windows, Linux i Mac OS X, i fa servir llibreries estàndard de GIS reconegudes com a Geotools o Java Topology Suite (JTS). Es distribueix sota llicència GNU GPL.
Entre els formats gràfics de fitxer més utilitzats, compta amb accés a formats vectorials SHP, DXF, entre d'altres, i formats d'imatge com MrSID, GeoTIFF o ECW.
Es tracta d'un projecte de desenvolupament informàtic cofinançat per la Conselleria d'Infraestructures i Transports de la Generalitat Valenciana i la Unió Europea mitjançant el Fons Europeu de Desenvolupament Regional (FEDER) i desenvolupat conjuntament per l'empresa IVER.

## Extensions
Existeixen mòduls creats per l'equip desenvolupador o per tercers que hi afegeixen més funcionalitats al sistema:
- Client ArcIMS. Hi afegeix serveis ArcIMS bé d'imatge bé de geometries.
- Pilot Raster. Hi afegeix nous formats d'imatge, aplicació de paletes de color a un model digital del terreny, histograma, escurçament de capes raster i nous filtres de visualització.
- Gestió de CRSs. Permet utilitzar diferents bases de dades de sistemes de referència de coordenades (CRS), transformacions de 3 i 7 paràmetres, així com basades en graella i una precisió màxima en el manejament de canvis de projeccions cartogràfiques. A partir de la versió 1.1 passa a formar part del programa.[4]
- geoBD. Accés a bases de dades geoespacials, de manera que s'hi afegeix el connector d'Oracle Locator. A partir de la versió 1.1 passa a formar part del nucli del programa.[5]
- SEXTANTE. Modelat i anàlisi de la informació mitjançant imatges raster.
- Pilot de xarxes. Càlcul de rutes i generació de Topologia de xarxa.
- OSM. Permet visualitzar i editar cartografia lliure del Projecte OpenStreetMap.